# Albury (Surrey)
Pour les articles homonymes, voir Albury.
Albury est un village et une paroisse civile situé dans le comté du Surrey en Angleterre. En 2011, sa population était de 1 191 habitants.

## Toponymie
Albury est un nom d'origine vieil-anglaise. Il se compose des éléments eald « ancien, vieux » et byrig, déclinaison au datif de burh « forteresse », et désigne donc une forteresse ancienne ou désaffectée. Il est attesté pour la première fois en 1062 sous la forme Ealdeburi. Dans le Domesday Book, compilé en 1086, le village est appelé Eldeberie.